# Älgskär, Åland
Älgskär är en ö i Åland (Finland). Den ligger i Skärgårdshavet och i kommunen Saltvik i landskapet Åland, i den sydvästra delen av landet. Ön ligger omkring 36 kilometer nordöst om Mariehamn och omkring 260 kilometer väster om Helsingfors.
Öns area är 49 hektar och dess största längd är 1 kilometer i sydväst-nordöstlig riktning. Ön höjer sig omkring 10 meter över havsytan.